# Palacio del Senado (Rusia)
El Palacio del Senado (en ruso: Сенатский дворец, tr.: Senatski dvorets) o Edificio del Senado (Здание Сената, Zdaniye Senata) es un palacio neoclásico en el Kremlin de Moscú. Fue construido a finales del siglo XVIII por órdenes de Catalina la Grande y sirve desde 1991 como la residencia laboral del presidente de Rusia.

## Ubicación
El Palacio del Senado está ubicado en la parte nordeste del Kremlin, entre los edificios del Arsenal y de la Escuela Militar. Su fachada norte da a la Plaza Roja, de la cual está separado por la muralla del Kremlin. Desde la Plaza Roja se puede acceder al edificio por las puertas de la Torre de San Nicolás (Nikólskaya) o de la Torre del Senado, esta última se encuentra justo detrás del Mausoleo de Lenin.

## Historia
Su construcción se realizó entre 1776 y 1788 por el arquitecto Matvéi Kazakov, bajo encargo de la emperatriz Catalina II, para albergar el Senado moscovita, la máxima institución legislativa de la Rusia imperial, del que recibió su nombre. En el siglo posterior el edificio fue utilizado por la Corte Regional de Moscú.
En 1918, en plena Revolución rusa, el edificio fue destruido por los bolcheviques. A finales de 1922 Lenin transformó el edificio en las oficinas del Consejo de Comisarios del Pueblo de la Unión Soviética y dispuso de cuatro habitaciones para su uso personal, habitaciones que han sido conservadas y se pueden visitar actualmente.
Tras la disolución de la Unión Soviética, el palacio fue remodelado para albergar las instalaciones de la Presidencia de la Federación Rusa.

## Arquitectura
El palacio tiene una planta triangular, que aprovecha al máximo el poco espacio disponible. En esta planta se levantaron tres edificios comunicados entre sí y separados por tres patios. En el vértice del edificio principal se encuentra el salón de Catalina o Sala Blanca, en el que se alza una cúpula magnífica de 25 m de diámetro y 27 m de altura. Este salón es considerado uno de los interiores más representativos de la escuela rusa del siglo XVIII.
La fachada del edificio fue construida en estilo sobrio neoclásico, con escasos signos ornamentales. El conjunto armoniza en estilo, formas y dimensiones con los edificios adyacentes.
En 1995, por indicaciones del presidente Borís Yeltsin, el edificio fue remodelado y entre sus modernas instalaciones se encuentran la Oficina Presidencial, el Salón Ceremonial, la Biblioteca Presidencial, el Salón del Consejo de Seguridad, el Salón de los Embajadores (o Heráldico) y el salón de Catalina.